# Gheorghe Potopeanu
Gheorghe T. Potopeanu (n. 15 aprilie 1889, Târgoviște – d. 1966, București) a fost un general și om politic român, ministru de finanțe al României în anul 1944-1945.
A absolvit Școala Militară de Artilerie. Grade: sublocotenent - 01.07.1910 (în baza studiilor făcute de Germania), locotenent - 01.10.1913, căpitan - 01.11.1916, maior - 01.09.1917, locotenent-colonel - 01.07.1927, colonel - 15.04.1933, general de brigadă - 27.02.1939, general de divizie - 18.07.1942.
A participat la tratativele româno-bulgare de la Craiova, la 19 august 1940, cu privire la cedarea către Bulgaria a Cadrilaterului. În legătură cu traseul frontierei, generalul Potopeanu a precizat că granița din 1913 prezenta două intrânduri (în sectoarele Cranova și Pădureni) de unde se putea controla extrem de ușor un spațiu mare din teritoriul românesc. Ca urmare, a sugerat, „din proprie inițiativă”, ca guvernul bulgar să aibă inițiativa fixării viitoarei frontiere la sud de aceste intrânduri, care cuprindeau 6-7 sate. Generalul Potopeanu a mai rugat delegația bulgară să intervină pentru a se pune capăt atacurilor bandelor înarmate de comitagii din sudul Dobrogei, precizând că altfel, declarațiile de bună vecinătate „sună fals” (citate din Revista Art-Emis; 1940. Ocuparea Cadrilaterului de către Bulgaria (2) - Col. (r) Prof. univ. dr. Alesandru Duțu).
A fost decorat la 7 noiembrie 1941 cu Ordinul Militar „Mihai Viteazul”, cl. III-a „pentru bravura și destoinicia cu care și-a comandat Divizia în bătălia din jurul Odesei”.
În cariera sa militară strǎlucită, a fost, inter alia, guvernator al Transnistriei. În decursul celui de al doilea război mondial, a comandat trupele române care au luptat alături de trupele germane.
Generalul Potopeanu a fost numit la 1 septembrie 1944 în funcția de ministru al economiei naționale și ministru ad-interim al finanțelor.
Generalul de divizie Gheorghe Potopeanu a fost trecut în cadrul disponibil la 9 august 1946, în baza legii nr. 433 din 1946, și apoi, din oficiu, în poziția de rezervă la 9 august 1947.
Generalul Gheorghe Potopeanu a fost arestat și condamnat de două ori, a fost grațiat în 1963 și a decedat în libertate. Generalul Gheorghe Potopeanu a fost condamnat la 5 ani de închisoare dar a fost eliberat în 1953. În 1957, a fost condamnat la 15 de detenție pentru înaltă trădare și a fost amnistiat în 1963.
Miniștrii care au participat la Procesul Marii Trădări naționale în calitate de martori, au fost eliberați, dar ulterior au fost arestați și în 1949 condamnați. Printre aceștia erau Ion Petrovici, generalul Radu Rosetti (ministrul învățămîntului); generalul Gheorghe Potopeanu (ministrul economiei), etc. În 1998, Curtea Supremă de Justiție a consemnat retragerea recursului cu privire la decizia juridică de condamnare din 19 ianuarie 1949.

## Funcții deținute
- Subsecretar de Stat în Ministerul Economiei,
- 1941 – 1943 - Comandantul Divizie 1 Grăniceri,
- 1943 – 1944 - Comandantul Corpului 2 Armată,
- 1944 - Guvernator - General al Transnistriei,
- 1 aprilie 1944 - 15 august 1944 - Comandantul Corpului 7 Armată,
- 23 august 1944 – 12 octombrie - Ministrul Economiei,
- 1944 – 1945 - Arestat,
- 1945 - Eliberat,
- 1948 – 1949 - Arestat,
- 1949 - Condamnat la 5 ani închisoare închis la Văcărești,
- 1953 - Eliberat,
- 1957 - Arestat,
- 1957 - Condamnat la 15 ani închisoare,
- 1963 - Eliberat.

## Decorații
- Ordinul „Coroana României” în gradul de Comandor (8 iunie 1940)[10]
- Ordinul Militar „Mihai Viteazul”, cl. III-a (7 noiembrie 1941)[3]